# 笹原亮二
笹原 亮二（ささはら りょうじ、1959年 - ）は、日本の民俗学者。国立民族学博物館名誉教授、総合研究大学院大学名誉教授。専攻は民俗学、民俗芸能研究。

## 来歴・人物
1982年早稲田大学第一文学部卒業。1995年神奈川大学大学院歴史民俗資料学研究科博士前期課程修了、博士後期課程退学。1996年より国立民族学博物館に勤務。第一研究部助手、民族文化研究部助手・助教授・准教授、研究戦略センター教授を務める他、総合研究大学院大学文化科学研究科教授民族文化研究部教授も併任。その後は学術資源研究開発センター教授、人類基礎理論研究部教授を歴任。2025年3月末をもって、国立民族学博物館を定年退官。同名誉教授、総合研究大学院大学名誉教授。
2001年、神奈川大学より博士（歴史民俗資料学）の学位を取得、学位論文の題は「三匹獅子舞の研究 」。

## 主な著作

### 単著
- 『三匹獅子舞の研究』思文閣出版、2003年

### 共著
- 『ハレのかたち―造り物の歴史と民俗』（西岡陽子、福原敏男との共著）岩田書院、2014年

### 編著
- 『口頭伝承と文字文化－文字の民俗学 声の歴史学－』思文閣出版、2009年

### 共編著
- 『造り物の文化史 歴史・民俗・多様性』（福原敏男との共編）勉誠出版、2014年